# Bembras adenensis
Bembras adenensis är en fiskart som beskrevs av Imamura och Knapp, 1997. Bembras adenensis ingår i släktet Bembras och familjen Bembridae. Inga underarter finns listade.